# 마거릿 트뤼도

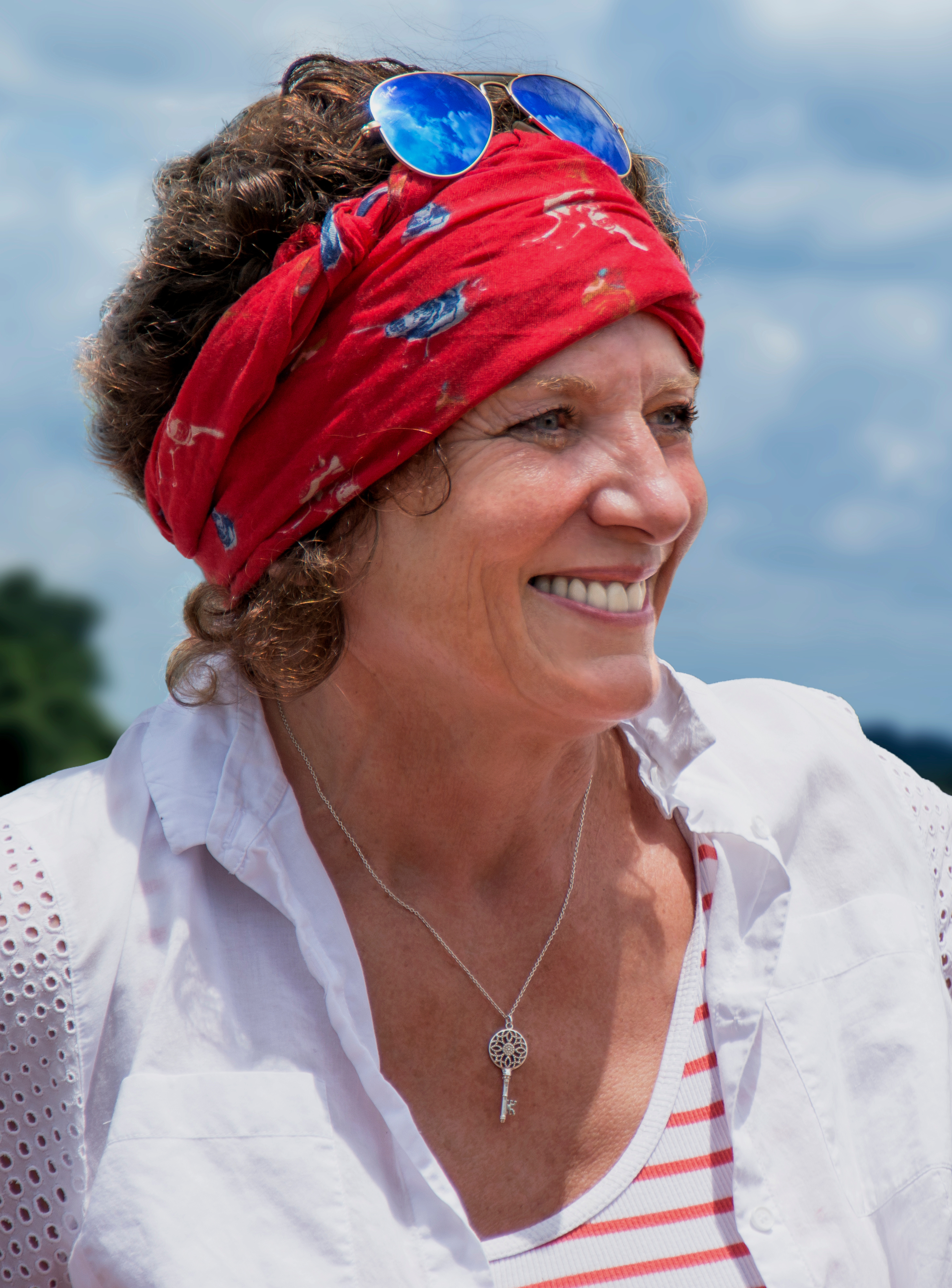
마거릿 트뤼도

마거릿 조안 트뤼도(프랑스어: Margaret Trudeau, 1948년 9월 10일 ~ )는 캐나다의 운동가이다. 그녀는 캐나다의 15대 총리인 피에르 트뤼도가 총리가 된 지 3년 후인 1971년에 결혼했다. 그들은 1984년에 마지막 재임 기간 동안 이혼했다. 그녀는 캐나다의 23대이자 현재 총리인 저널리스트이자 작가인 알렉상드르 "사차" 트뤼도와 미셸 트뤼도(현재 사망)의 어머니이다. 그녀는 캐나다 역사상 총리의 아내이자 어머니인 최초의 여성이다. 트뤼도는 그녀가 진단받은 양극성 장애를 가진 사람들의 옹호자이다.